# Den enda segern
Den enda segern är en roman av Jan Guillou som gavs ut 1993. Det är den åttonde romanen i serien om den svenska underrättelseofficeren Carl Hamilton.

## Handling
En lastbilschaufför har hittats död i Haparanda, och fallet skulle ha avskrivits som hjärtinfarkt om inte en envis kriminalinspektör och en skicklig rättsläkare fattat misstankar. Genom en grundlig undersökning upptäcker man att det är ett ovanligt skickligt maskerat mord, ett mord som för tankarna till det som tills nyligen kallades KGB. Genom en mördarjakt i Murmansk börjar en djävulsk plan nystas upp - en plan som skapats av synnerligen hänsynslösa människor och rör kärnvapensmuggling som leder vidare till libyska öknen.

## Tema
Romanen är en direkt fortsättning på den föregående boken i serien, Ingen mans land. Det som i den föregående berättelsen gjordes som insatser för världsfreden framstår nu som krigsförbrytelser. Det som troddes vara god moral var i själva verket ond moral.

## Synopsis
Hamilton plågas av minnet från Operation Dragon Fire. Han känner sig som en SS-officer, men vet att han skulle frias i domstol. Hans relation med Åke Stålhandske är ansträngd, efter att det framkommit att denne låtit en av smugglarna undkomma. Smugglaren höll sitt löfte att aldrig berätta om saken i tre veckor, innan det nådde en journalist.  Nu är Dragon Fire känd för allmänheten och Rysslands nye president Boris Jeltsin plockar politiska poäng genom att sola sig i Hamiltons hjältegloria. Nödvändigheten att slakta och bränna elva människor är inte längre aktuell, vilket gör händelsen ännu mer plågsam. Angående Stålhandskes handlande anser Hamilton först sveket som oförlåtligt, men Samuel Ulfsson som är deras chef på OP5 har beslutat att inte vidta åtgärder och beordrar Carl att ta ett långt samtal med Åke för att reda ut saken vänner emellan.
Hamilton skickas sedan på PR-uppdrag till Moskva, för att hämta sin nu offentligt kända Sankt Georgsorden och framträda i tv tillsammans med Boris Jeltsin. Som en liten retsam markering bär Hamilton under tv-framträdandet sin gamla sovjetiska Röda stjärnan. Han är också där för att förhandla med den nya ryska regimen om tidigare och eventuellt pågående ubåtskränkningar i Sverige. Han träffar även generallöjtnant Jurij Tjivartsjev från GRU, som han lärt känna under händelserna i Fiendens fiende.
I Haparanda har det skett ett egendomligt rån. En långtradarförare har blivit förgiftad, och i hans last av hjortron från Murmansk har det försvunnit ett föremål på tre meter, uppenbarligen värt att mörda för. Kriminalkommissarie Rune Jansson utreder mordet, och när det framkommer vilket gift som använts (curare) söker han upp sin gamle bekant Hamilton för att söka råd i ämnet. Det verkar onekligen som att rånmordet i Haparanda har ett samband med den nu offentliga smuggeloperationen vid ryska gränsen. Tolv människor hade blivit använda som lockbeten i en spektakulärt smuggelförsök, medan en annan last med kärnvapen förts ut i en långtradare. Lockbetena hade, precis som deras chefer planerat, blivit totalt förintade för att undanröja alla spår, och det är Hamilton som utfört dådet.
Tillsammans med Rune Jansson reser Hamilton till Murmansk, med den svenska regeringens tillåtelse och i förbindelse med rysk polis, för att Jansson ska finna mördaren och Hamilton ska få hämnd på de som ligger bakom kärnvapensmugglingen. Till sin hjälp har de Jurij Tjivartsjev, och de vet att ligan tillhör gamla KGB och även har kontakter i CIA. Under samarbetet med Tjivartsjev passar Hamilton även på att begå datastöld av GRU-filer. Genom Tjivartsjev får de tag i mördarna, en finsk smugglare och en KGB-officer med gift som specialitet, vilket leder vidare till deras uppdragsgivare Mike Hawkins.
Mike Hawkins är amerikansk affärsman med kontor i Murmansk och ett förflutet inom CIA, och han har precis som Hamilton tilldelats Sankt Georgsorden av Jeltsin. Han arresteras av Hamilton och Tjivartsjev, utelämnas till Sverige och förs under militär bevakning till Naustajaure i Lappland, där Hamilton håller förhör. I en list att försätta Hawkins i förhandlingsläge ska han inte lämnas ut till Ryssland eller USA, utan har beviljats tillfällig svensk asyl. För att släppas fri berättar Hawkins att bomben sålts till Khaddafi i Libyen.
Hamilton reser sedan till USA med Carl Bildt, som medlem av statsministerns säkerhetsråd, och får träffa president Bush i Vita huset. Han besöker sedan ensam Pentagon, där han i ett möte med general Scowcroft förklarar att han med palestinsk hjälp kan lokalisera och förstöra atombomben i Libyen, vilket vore att föredra framför ett fullskaligt amerikanskt anfall mot landet. PLO är de enda som har tillgång till bra spioner i landet, och Hamilton anser sig ha en god chans att få dem att samarbeta. Han måste gå bakom ryggen på Carl Bildt, som aldrig skulle tillåta ett samarbete med Yassir Arafat, och det kan Scowcroft inte tillåta, vilket lämnar saken i det amerikanska flygvapnets händer.
Medan allt detta pågått har OP5 fått en förfrågan från polisen i Stockholm att i spaningssyfte infiltrera italiensk maffia som försöker etablera sig. Uppgiften går naturligt nog till Luigi Bertoni-Svensson, med understöd av Stålhandske. Luigis infiltration slutar oplanerat med att han måste skjuta tre av gangstrarna under ett hotfullt möte i en lägenhet. Något de överlevande italienarna avslöjar i (av polisen lagligt avlyssnad) telefon leder till ännu en operation i sammanhanget. Händelsen har nämligen väckt nytt liv i den sicilianska maffians vendetta mot de svenska underrättelseofficerarna, och då den ende de kan namnet på är Hamilton skickas två torpeder till Stockholm med uppdrag att mörda honom. Torpederna har ett rum på hotell Sheraton och Luigi övertygar Samuel Ulfsson om att få ordna ny (olaglig) avlyssning för att skaffa bevisning. Tillsammans med den specialutbildade fältoperatör som ännu inte fått delta i någon operation ute på fältet, Göran Karlsson, ordnar Luigi med avlyssningen, och när de har sina bevis ringer de polisen och väntar kvar på hotellet. Vad de aldrig anat är att polisen skickar sin nya terroriststyrka. Dessa stormar in som galningar, och för att undvika att bli infångad och påkommen med sin olagliga avlyssning måste Luigi slå två av poliserna medvetslösa. Resten av poliserna hamnar i eget orsakad korseld, och medan polisen skjuter på varandra flyttar sig de två mördarna till rummet bredvid där Göran Karlsson befinner sig tillsammans med den kvinnliga kollega han använt som täckmantel. Göran Karlsson skjuter de två mördarna med sin pistol.
I USA blir Hamilton kallad till lunch med den amerikanske överbefälhavaren, Colin Powell. Han vill lösa problemet med Khadaffis nyköpta kärnvapen utan krig, och föredrar Hamiltons erbjudande att utföra en egen operation med PLO. De kan fortfarande inte göra det utan tillåtelse från Carl Bildt som vägrar samarbete med Palestina, men Hamilton påpekar att den svenske statsminister är mycket mån om att lyda USA och att en förfrågan från Washington skulle ordna saken. Colin Powell lovar då att det hela är så gott som avgjort.
I samarbete med CIA reser Hamilton till Tunis, där han träffar sin gamle vän och officerskollega Mouna al Husseini från PLO för att styra upp operationen. Det är ett politiskt hinder att få PLO att samarbeta med amerikanerna, men de ser nödvändigheten i att rädda Libyen från att bli sönderbombat. PLO lokaliserar kärnvapenbasen långt ute i öknen, och Vita huset godkänner operationen med förbehåll att samtliga på basen dödas för att undanröja alla vittnen. Hamilton misstänker att president Bush vill få sitt krig ändå, även om kärnvapenbasen redan blivit utslagen, för att sedan ta på sig äran för den förstörda atombomben. Det gäller därmed att lura amerikanerna. Operationen får namnet Green Dragon, och Hamilton väljer ut sin OP5-kollega Göran Karlsson som följeslagare.
Den svensk-palestinska insatstruppen färdas genom öknen på kamel. Detta för att undvika upptäckt från de amerikanska spionsatelliterna. De hittar kärnvapenbasen och intar den effektivt och, på Göran Karlsson initiativ, utan att döda. Två ryska forskare tas med som fångar, Mouna avrättar de övriga fem västerländska forskarna, libyerna lämnas levande och bomben förstörs med sprängmedel. När explosionen syns för satelliterna skickar amerikanerna bombflyg istället för de utlovade transporthelikoptrarna, men kamelkaravanen får hjälp av en sandstorm att undkomma. Hamilton meddelar först ett dygn senare sin position till OP5, eftersom han hela tiden misstänkt att amerikanerna tänkt döda dem, och begär plan B för att få överleva. Plan B är helikoptrar från Tchad skickade av den franska underrättelsetjänsten, som Samuel Ulfsson övertalat att assistera i operationen, främst med lockbetet att få blåsa amerikanerna.
När Hamilton tar kontakt med CIA för att skälla ut dem, och avslöja hur han löste operationen utan upptäckt, får han tala med en CIA-höjdare som berättar att Mike Hawkins om två dagar kommer ta in på ett hotell i Barcelona för att avsluta kärnvapenaffären. CIA har ordnat ett riktigt amerikanskt pass åt Hamilton, i namnet Charles Hamlon, och en bokning på samma hotell. De behöver inte säga det rakt ut, men budskapet är att Hamilton fått kontrakt för att mörda Hawkins. Hamilton utför mordet med curare, samma gift som Hawkins liga själva använt i Murmansk och Haparanda, och betraktar det som att han äntligen fått uppleva en seger.
För sin insats tilldelas Hamilton Navy Cross och Palestinska Hederslegionen.

## Rollfigurer
- Carl Hamilton - underrättelseofficer
- Åke Stålhandske - underrättelseofficer
- Luigi Bertoni-Svensson - underrättelseofficer
- Göran Karlsson - underrättelseofficer
- Samuel Ulfsson - chef för OP5
- Mike Hawkins - amerikansk affärsman, fd CIA
- Rune Jansson - kriminalkommissarie
- Jurij Tjivartsjev - generallöjtnant i GRU
- Mouna al Husseini - palestinsk underrättelseofficer
- Tessie O'Connor - amerikansk advokat
- Boris Jeltsin - Rysslands president
- Carl Bildt - Sveriges statsminister
- Colin Powell - USA:s överbefälhavare

## Kuriosa
I podcasten "Stilsamtalet" (2018) berättar Jan Guillou att Palestinska Hederslegionen är den enda av Hamiltons medaljer som han (vid tiden för intervjun) själv inte äger för sin privata samling.
I denna boken stavar Jan Guillou sin rollfigur Mouna med två o (Moona) istället för ou som han stavar det i övriga böcker.  

## Film och tv-serie
Boken filmatiserades tillsammans med föregångaren Ingen mans land som filmen Hamilton (1998), med Peter Stormare i huvudrollen, och i förlängd version även som tv-serie på TV4. En skillnad i handlingen är att filmen (och tv-serien) fokuserar mycket mer på actionfilm än politik. Exempelvis hamnar Hamilton och även hans fru Tessie i actionscener som inte förekommer i boken, och istället för att Hawkins blir giftmördad av Hamilton dödas Hawkins på militärbasen i den libyska öknen. En annan skillnad är att det i filmen är Åke Stålhandske som följer med till Libyen, istället för Göran Karlsson. I filmen och tv-serien spelas Mike Hawkins av Mark Hamill.